# دنیلو ویس
دنیلو ویس (اسپانیایی: Danilo Wyss‎؛ زادهٔ ۲۶ اوت ۱۹۸۵) دوچرخه‌سوار اهل سوئیس است.
از باشگاه‌هایی که در آن رکاب زده‌است می‌توان به تیم بی‌ام‌سی و سونیر دوال-پرودیر اشاره کرد.